# Bernharduskirche (Rastatt)

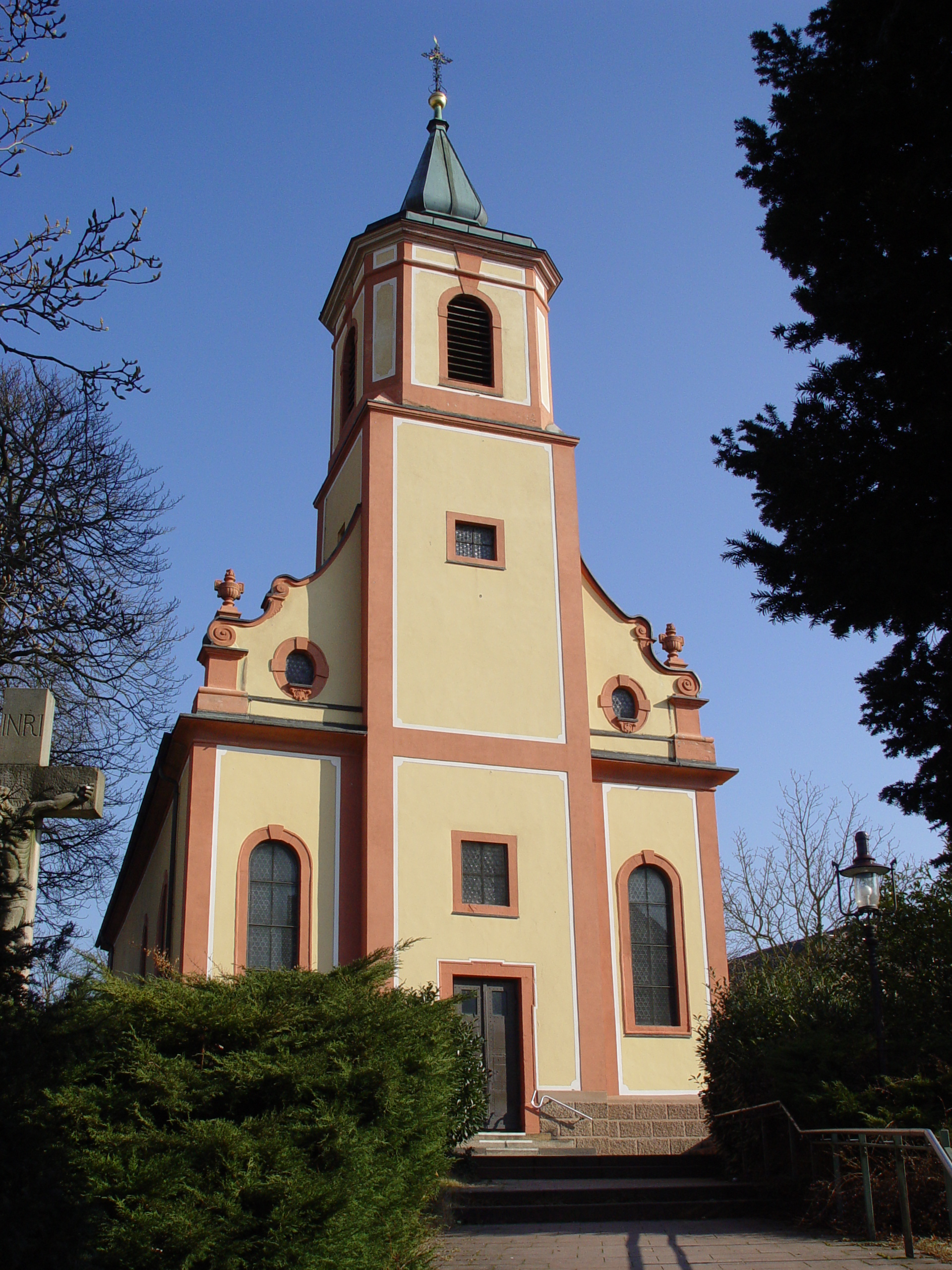
Bernharduskirche Rastatt

Die Bernharduskirche in Rastatt ist die älteste urkundlich erwähnte Pfarrkirche Rastatts. Sie war die Kirche des ehemaligen Dorfes Rastetten.
Die erste urkundliche Erwähnung einer Rastetter Kirche stammt aus dem Jahre 1207 und handelt von einer Wiederherstellung. Die Kirche, St. Alexander von Rom geweiht, hatte einen hochgotischen Chor. Im 17. Jahrhundert wurde sie durch die damaligen Kriegswirren schwer beschädigt. Wegen des anstehenden Baus einer neuen Alexander-Kirche im Zentrum der entstehenden barocken Planstadt Rastatt wurde die alte Kirche zunächst wohl nur provisorisch wiederhergestellt. Ab 1770 folgte ein teilweiser Neubau in einem schlichten Barockstil. Der Turmstumpf und der Chor blieben dabei erhalten. Die bisherige Alexanderkirche wurde nach dem Bau der neuen Alexanderkirche 1771 dem zwei Jahre zuvor seliggesprochenen Markgrafen Bernhard II. von Baden geweiht und bis in die Mitte des 19. Jahrhunderts als Friedhofskapelle genutzt. Auch heute dient die Kirche, die beachtenswerte Fresken aus dem 15. Jahrhundert enthält, noch als Gotteshaus der Katholischen Seelsorgeeinheit Rastatt im Dekanat Rastatt der Erzdiözese Freiburg.
Der mittig in der Eingangsfassade stehende Turm enthält zwei Kirchenglocken:
- Glocke 1, der heiligen Agatha geweiht, wurde 1936 von der Glockengießerei Ernst aus Lindau gegossen. Ihr Durchmesser beträgt 810 mm, der Schlagton ist h'+2.
- Glocke 2 von 2007 entstand in der Karlsruher Glocken- und Kunstgießerei. Bei einem Durchmesser von 700 mm wiegt sie 253 kg. Ihr Schlagton ist d"+4.

## Nachweise
1. ↑  Glockeninspektion Erzbistum Freiburg: Kath. Kirche St. Bernhard in Rastatt

Koordinaten: 48° 51′ 37″ N, 8° 12′ 11″ O